# Sovrum i Arles
Sovrum i Arles (franska: La Chambre à Coucher, La chambre de Van Gogh à Arles) är en oljemålning, som finns i tre utförande, av den nederländske konstnären Vincent van Gogh. 
Den första versionen är från oktober 1888 och ingår i Van Gogh-museets samlingar i Amsterdam. När den vattenskadades beslöt van Gogh att måla en kopia i samma storlek; den andra versionen färdigställdes i april 1889 och tillhör idag Art Institute of Chicago. Den tredje versionen färdigställdes i september 1889 och är något mindre (58x74 cm) och ej heller identisk i övrigt. Den finns idag utställd på Musée d'Orsay i Paris.
I februari 1888 bosatte sig van Gogh i Arles i Provence, vilket var han första egna hem. Här åstadkom van Gogh en ofattbart omfattande och mångfasetterad skatt av målningar. Han hyrde där det så kallade "Gula huset" och målningen visar hans sovrum i denna byggnad. Van Goghs avsikt var att inrätta en konstnärskoloni i Gula huset och han bjöd i oktober 1888 dit Paul Gauguin. Två månader levde de tillsammans under ständiga diskussioner, samtidigt som bland annat den första versionen av "Sovrum i Arles" färdigställdes. Samarbetet avbröts efter en hetsig ordväxling, efter vilken van Gogh rusade hemifrån, skar av sig en örsnibb och måste omhändertas. Gauguin återvände genast till Paris och van Gogh skrevs på egen begäran in på ett mentalsjukhus i Saint-Rémy-de-Provence där han vårdades i ett år.   

## Galleri

Första versionen (1888), Van Gogh-museet.
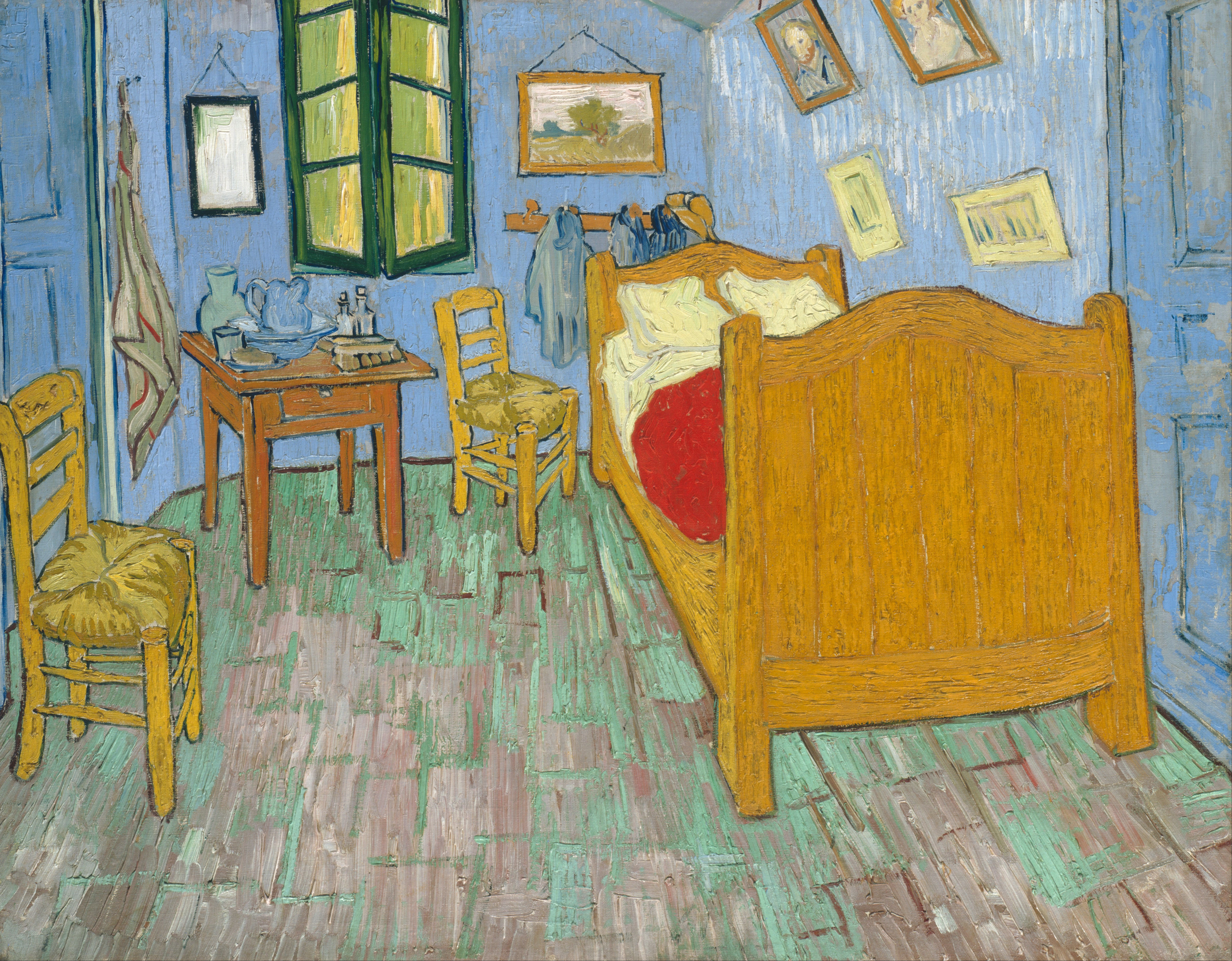
Andra versionen (1889), Art Institute of Chicago.
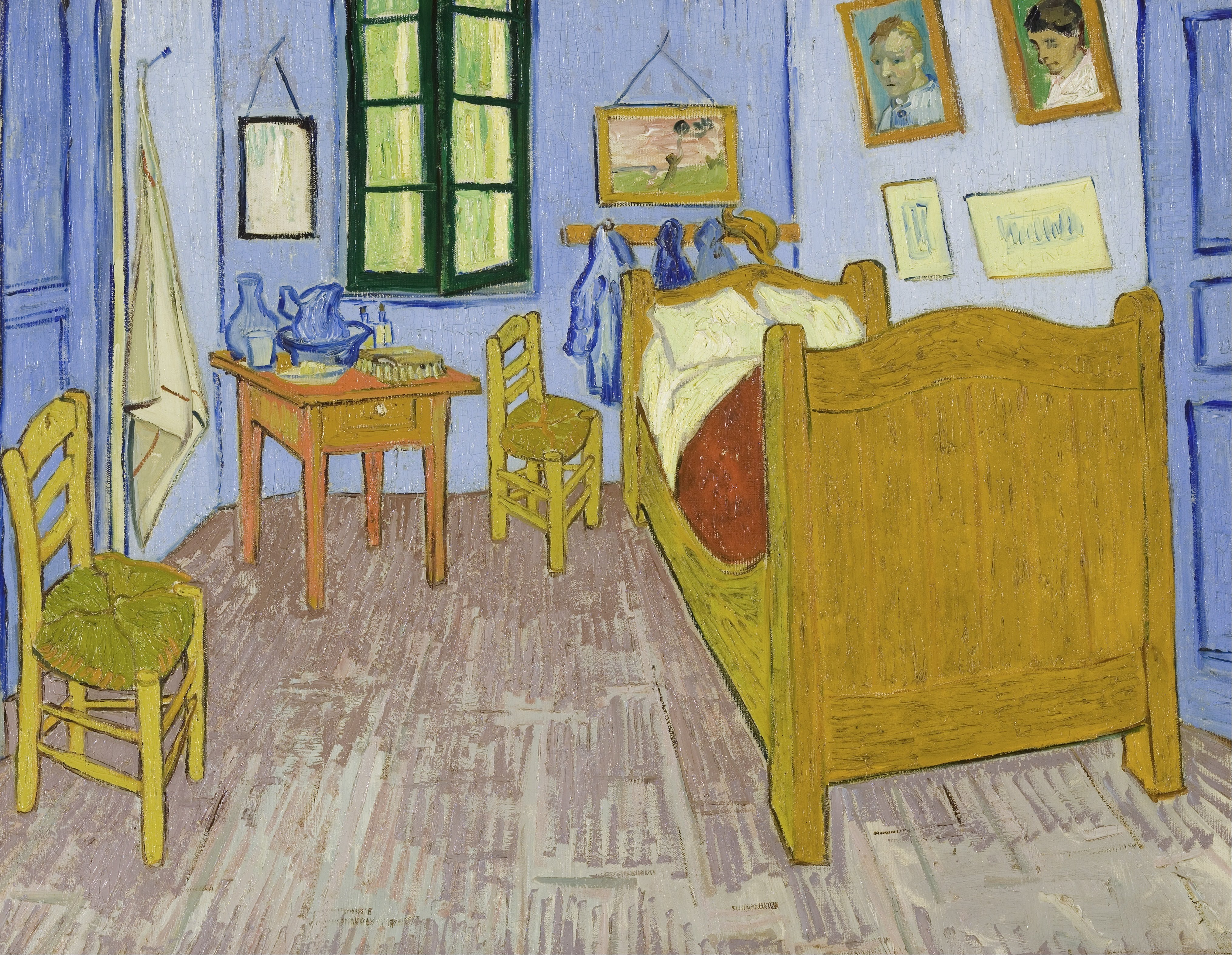
Tredje versionen (1889), Musée d'Orsay.
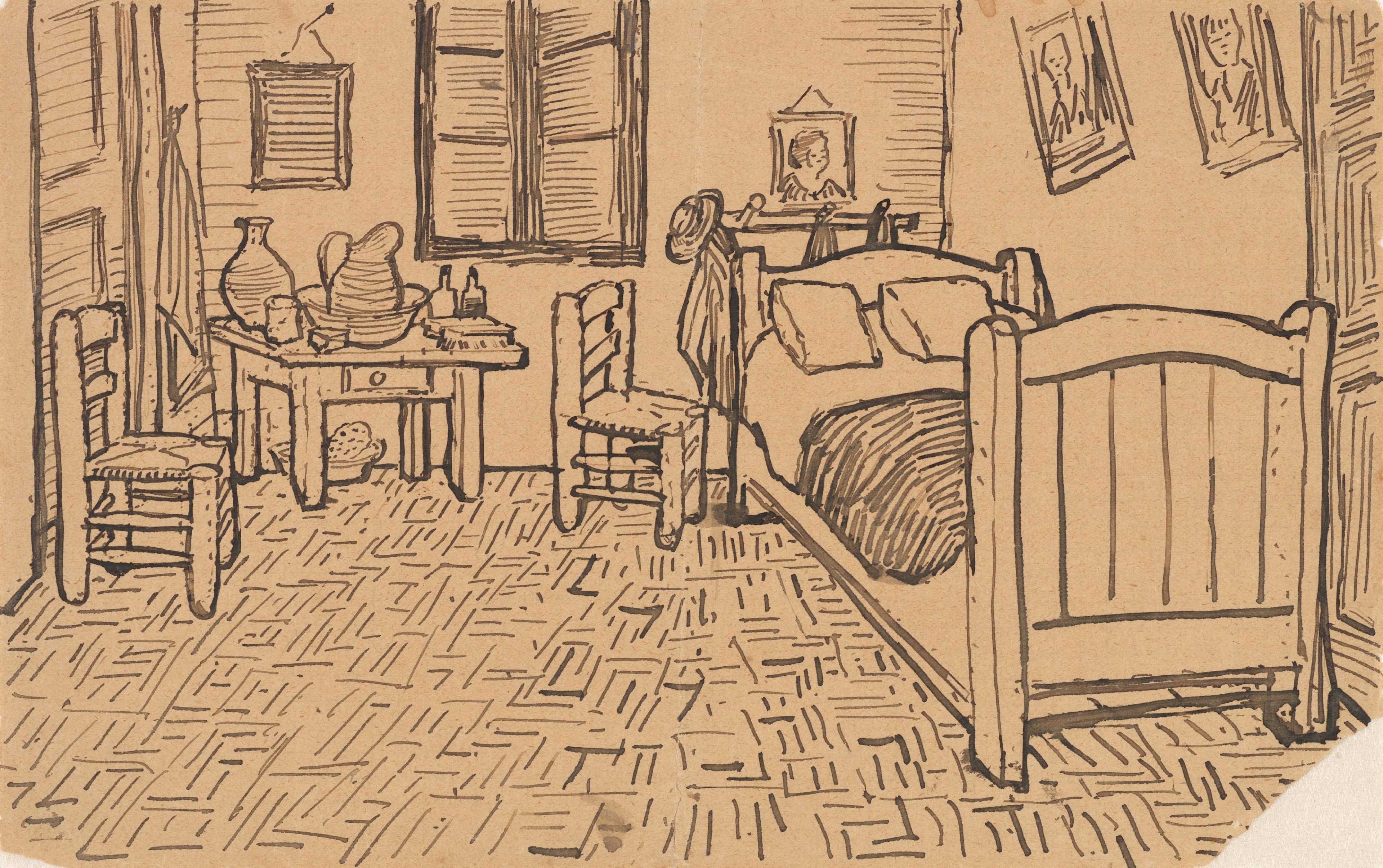
Skiss från 1888 i Van Gogh-museets samlingar.
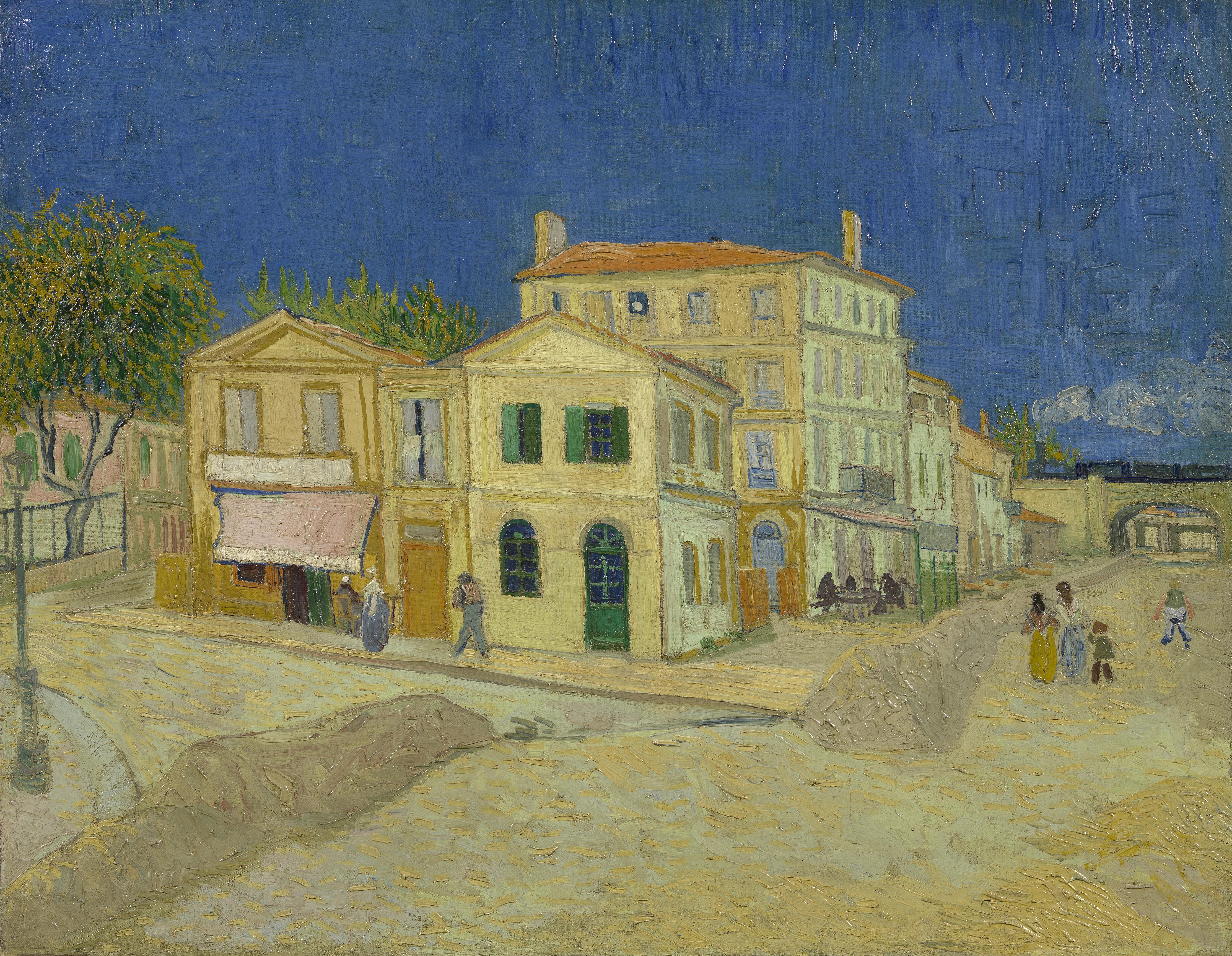
Gula huset (1888), Van Gogh-museet.